# Pauesia silvestris
Pauesia silvestris är en stekelart som först beskrevs av Jaroslav Stary 1960.  Pauesia silvestris ingår i släktet Pauesia och familjen bracksteklar. Arten är reproducerande i Sverige. Inga underarter finns listade i Catalogue of Life.